# Jézus nevei
Az evangéliumokban Jézus nevei és sok más címével is találkozhatunk, mint például próféta, Úr, Emberfia és a zsidók királya. Az ószövetségi próféciák ezenkívül a Messiást egyszer „Immánuel” néven említik (Ésaiás könyve 7:14), Ésaiás könyve egy másik helyén (9:6) pedig „hívják nevét: csodálatosnak, tanácsadónak, erős Istennek, örökkévalóság atyjának, békesség fejedelmének.” Jézus gyakran „Ember Fiának” hívta magát, az angyal Máriának azt ígérte, hogy fia „hívatik Isten Fiának” lenni, és Jézus nem tagadta meg, mikor a Nagytanácsban megkérdezték őt: „Te vagy tehát az Isten Fia?” (Lukács 22,70). Azonban néhány tudós úgy tartja, hogy az „Ember Fia” kifejezés csak egy egyes szám első személyű névmás szerepét töltötte be, az „Isten Fia” kifejezés pedig csupán egy „igaz személyt” jelentett, azaz egyik cím vagy megnevezés sem érthető szó szerint. Erre utalnak a korabeli feljegyzésekben található hasonló, a zsidó papok és bírók esetében is alkalmazott szóhasználatok is. 
Jézusnak nagyon sok neve, címe és megnevezése ismert a Biblia és a hagyomány alapján.

## Jézus
- Jézus az Ószövetségben szereplő nagy zsidó vezető, Józsué után kapta nevét[forrás?]. A név eredeti héber formája יֵשׁוּעַ (Jesua), mely az arámi nyelvben is használt rövidebb változata volt az Ószövetségben található יְהוֹשֻׁעַ (Jehosua) formának. A név jelentése „Jahveh a szabadító”. A Jesua a zsidók között akkoriban igen gyakori személynév volt. Jézus apai neve „ben Joszef” azaz „József fia” lehetett. Jézust teljes arámi nevén tehát Jesua ben Joszefként ismerhették.
- A Jesua nevet a Septuagintában Ἰησοῦς (Iészusz) alakban írták át görögre. Ennek nyomán a Újszövetség is a Iészusz alakot használja, s ez terjedt el azután az egyes európai nyelvekben, így a magyarban Jézus alakban.| Jézus Krisztus                                                                                                                                                                                                              |
| --- |
| |
| A korának háttere Jézus nevei Jézus csodáinak listája Jézus tanítása és beszédei Krisztus színeváltozása Az evangélium Jézus az egyházban Ábrázolása Jézus az Újszövetségben INRI Halála és feltámadása A második eljövetel |
| Sablon:Jézus m v sz |
- A keresztények sokszor Názáreti Jézusnak is hívják, édesanyja, Szűz Mária szülővárosa után. A Nazarénus a görög és latin nyelvből fordított magyar kifejezés, melynek szótörténeti eredete és használata nincs pontosan tisztázva. Mivel a zsidó ókori források nem említik ezt a várost (Názáret) ezért sokan kétségbe vonják azt, hogy Jézus idejében létezett volna egy olyan település, amelyet így neveztek, sőt zsinagóga állt volna benne. Mivel Jézus kivégzésekor a feje fölé helyezett táblán is szerepel ez a szó – A 'NÁZÁRETI' JÉZUS, A ZSIDÓK KIRÁLYA – ezért igen fontos miként értelmezik azt. A legvalószínűbb, hogy Jézus fogadalomban élő személy volt, és a NAZOREUS elnevezés is erre utal. Ugyanis a tanítványának, Júdásnak a származására utaló kifejezésnél az evangéliumok nem így használják a szóösszetételt Máté 26, 14. A görögből történő fordításokat ellenőrizve rádöbbenhetünk, hogy bár legtöbbször Názáretinek fordítják ezt a szót, ahol viszont nem, ott is teljesen megegyezik az eredeti szóalak a többivel. Mivel Pál apostolt ennek a felekezetnek (nazoreus) a fejének nevezik ApCsel 24, 5-ben, joggal feltehető, hogy Jézus olyan elsőszülötteket tömörítő csoport vezetője volt a zsidóságon belül, akikre a szüleik tettek egész életükre terjedő fogadalmat. Ezt erősítik azok a külső utalások Lukács 1, 15; amely szerint Keresztelő János is ehhez a csoporthoz tartozott. Valamint ezt bizonyítja a Mózes IV. 6-5, alapján, a torinói lepellel egyezően az, hogy nem érintette borotva a fejét és hajának egy részét összekötve, fonatban hordta. A görög nyelven megfogalmazott és leírt evangéliumok már nem tartották meg az eredeti értelmét az arám szónak és elterjedt a településnévre történő utalás.

## Krisztus
- A Krisztus, mely Jézus jelzője – bár napjainkra a nevével szinte egybeforrt -, a görög Χριστός (Khrisztosz) magyar alakja, mely a héber מָשִׁיחַ (Mossíaḥ, Māšsîªḥ, Mesiekh), magyarul Messiás szó tükörfordítása. Jelentése: „felkent”: az Ószövetségben a papokat és a királyokat olajjal kenték fel, mely aktus isteni megbízatásukat jelképezte. Eredetileg méltóságnév volt, mely a kereszténységben gyakorlatilag tulajdonnévvé vált. Keresztény értelmezés szerint a felkenéshez használt olaj a Szentlélek jelképe. Jézus megbízása nevéből eredő feladatára, illetve felkenése Messiássá az evangéliumokban több helyen is tetten érhető: Márk 1-9/11; 14-3; Lukács 7-46. Mivel a Felkentet, mint királyt és főpapot is várták már abban az időben más – más módon az akkori zsidó irányzatok, ezért elvárható volt a Dávidi – királyi születési vonal mellett, hogy papi származást is igazolni lehessen számára. Jézus esetében Pál rámutat arra, hogy ő Melkisédek rendje szerint ennek az elvárásnak is megfelelt: Zsidókhoz írt levél, 5-6/10; 6-20; 7-17.

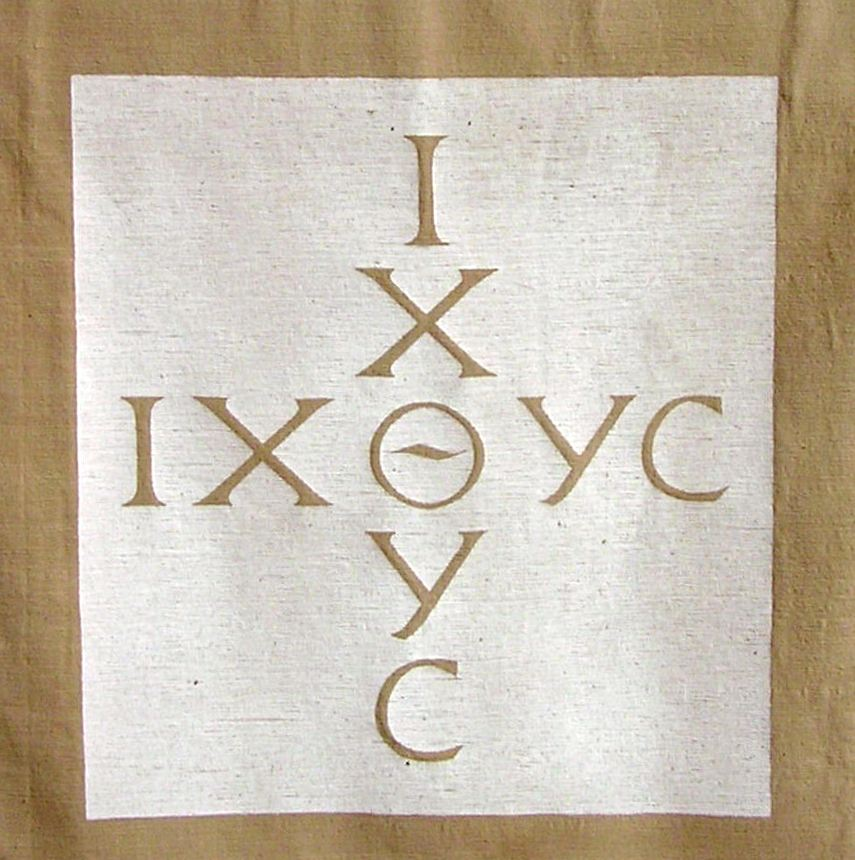
ΙΗΣΟΥΣ ΧΡΙΣΤΟΣ ΘΕΟΥ ΥΙΟΣ ΣΩΤΗΡ

- Az Újszövetség görög nyelvében a Messiás szó fordítása Χριστός (Khrisztosz), azaz krizmával (szentelt olajjal) felkent. Ez terjedt el a többi európai nyelvben is, a magyarban például Krisztus alakban. A keresztények Jézust gyakran Jézus Krisztusként említik.

Az ókeresztény időkben a görög hal (IXΘYΣ) szó kezdőbetűiből a következő rövid hitvallás keletkezett:
„ΙΗΣΟΥΣ ΧΡΙΣΤΟΣ ΘΕΟΥ ΥΙΟΣ ΣΩΤΗΡ (Jészúsz Khrisztosz Theú Hüiosz Szótér)
A sor jelentése „Jézus Krisztus, Isten fia, Megváltó”. A hal sokáig volt Jézus szimbóluma. A kereszténységben Jézust a mai napig szimbolizálják ☧ a   XP (khí-ró) betűkkel, ami az egyik legrégebbi Krisztus-monogram vagy krisztogram.
- A Krisztus a Király cím egy római katolikus teológiából származó kifejezés, ami arra utal, hogy Krisztusnak az életünk minden megnyilvánulását uralnia kell, a politikai életet is beleértve – emiatt ez a szekularizmus, azaz a vallástalan politikai kultúra ellentétét képvisel

## Messiás
A „Messiás” a héber מָשִׁיחַ másíach (mósiakh), valamint az arámi מְשִׁחָא mesíkhá magyar alakja. A szó jelentése „(olajjal) felkent”, a Héber Bibliában gyakran előfordul és a szent olajjal felkent főpapra királyra, bírára és prófétára vonatkozott kizárólag. 
A keresztény arabok Jézust „Yasu’ al-Masih”-nak (عيسوع المسيح azaz szó szerint: Jézus Messiás) hívják.

## Úr
- A Jézus név az evangéliumokban, már azok első századokban történt lejegyzéskor több esetben helyettesítésre került az Úr, görögül – Küriosz kifejezéssel, amely méltóságteljesebb és teológiailag jobban megfogható volt a korai olvasók számára. Ez az eljárás azzal is együtt járt, hogy a többi szent névvel (nomina sacra) egyetemben – Theosz, Pneuma, Ieszousz – rövidítették az első és utolsó betű lejegyzésére: KSZ.[2]
- Bár az evangéliumok és az apostolok cselekedetei gyakran használják az Úr címet Jézusra, Jézus soha nem hivatkozott magára ekképpen, mindig csak mások hívták így. Ezt a tényt aztán sokan sokféleképpen magyarázták: némelyek úgy vélik, hogy a tanítványok nem azért hívták Úrnak, mert istenségnek tekintették, hanem csupán mint a tanuló a tanítóját hívja így. Vannak akik úgy gondolják, hogy az Újszövetség ugyan istenségképpen használja ezt a címet, de követői csak halála és feltámadása után tulajdonítottak neki istenséget. Mások azonban úgy érvelnek, hogy sem Jézus, sem tanítványai nem használták az arám mara („úr”) kifejezést, a görög küriosz („úr”) kifejezést pedig csak a korai nemzsidó megtérők kölcsönözték a pogány görögöktől. Mindenesetre az evangéliumok gondos olvasása arra utal, hogy a népek többsége Jézust úrként szólította a csodatévőnek (főleg Máté és Márk evangéliumában) vagy a tanítónak (mint Lukács evangéliuma) járó tisztelet kifejezésére. Úgy tűnik tehát, hogy a legtöbb esetben az „Úr” kicserélhető a magyar „úr”-ral, vagy „tanító úr”-ral, a rész értelmének megváltoztatása nélkül.

## Az Ember és Isten Fia
- Az Emberfia – arámul: bar nas(a) – görögül: ho hüiosz tu anthropu megnevezés az evangéliumokban több mint 60 esetben fordul elő. Kérdéses, Jézus milyen értelemben használta ezt a kifejezést. Önmaga azonosítására – én – értelemben, a keresztény felfogás szerinti, nem vér szerinti apjától való (név) elkülönülés kifejezésére, vagy Dániel könyvének 7. fejezetének 13-14 szakaszok szerinti ’földöntúli lény’ értelmében, esetleg más, mögöttes értelme van. További lehetséges változat, az Isten fia kifejezéssel összehasonlítva csak annyit jelenthet, hogy „ahogy minden ember, úgy én is.." – ez jelenleg azonban nincs teljesen tisztázva. A szinoptikus (egybehangzó) evangéliumokban (Máté, Márk, Lukács) Jézus több, mint hatvanszor hivatkozik magára mint az „Emberfiára” (arámul „bar Nasa”.) Az evangéliumokon kívül azonban alig találunk ilyen hivatkozást. Sokan úgy vélik, hogy Jézus Dániel könyve 7:13-ra utalva nevezi magát így. Ott Dániel ezt írja: „Látám éjszakai látásokban, és ímé az égnek felhőiben mint valami emberfia jőve; és méne az öreg korúhoz, és eleibe vivék őt. És ada néki hatalmat, dicsőséget és országot, és minden nép, nemzet és nyelv néki szolgála; az ő hatalma örökkévaló hatalom, a mely el nem múlik, és az ő országa meg nem rontatik.”. A hatvannégy hivatkozás közül hat közvetlenül hivatkozik erre és sok másik utal Dániel világvégére vonatkozó jelenésszerű írására. Sok hittudós szerint az „Emberfia” kifejezés Jézus általi használata összefügg a legrégibb, a Márk szerinti evangélium 13. (Márk 13,5) részében olvasható, az utolsó időket sejtető rövid leírással, mely nézet Jézust egy, az apokaliptikus zsidóságot képviselő igehirdetőnek festi le. Ugyanakkor a „bar nasha” kifejezés az arámi nyelvben általánosan egyszerű „ember” értelemben volt használatos, és emiatt némelyek azon a nézeten vannak, hogy Jézus sem használta mindig másképpen.
- Az Isten Fia Az Újszövetség Jézust „az Isten Fiának” is nevezi. Jézus soha nem nevezte magát közvetlenül így, bár sokszor hivatkozott Istenre mint atyjára. Péter megvallja: Te vagy az Isten Fia.és Pál apostol aki megvallja. A keresztények egyetemesen Isten tényleges fiának, az Isten egyszülött fiának (Ján 3:16), az Atyával egynek tekintik Jézust az első nikaiai zsinat határozata (325) szerint is. Ilyen módon ez a kifejezés egyértelműen istenségre utal. Jézus gyakran az ő atyjának nevezte Istent, ami megkülönböztette őt korának többi rabbijától. Már János evangéliuma elején Nátánáel elhívásakor találkozunk a névvel: "Rabbi, te vagy az Isten Fia, te vagy az Izráel Királya!" (Jn 1.49; Károli).  Az Isten Fia, azaz a földre szállt Isten fogalma érthetővé teszi Jézus cselekedeteit és beszédeit. Például Isten templomából a kereskedők kiűzetését, miután kérdőre vonták, azt felelte romboljátok le ezt a templomot és én három nap alatt felépítem. Akkor még nem értették, hogy saját testéről beszél, halála utáni három nap elteltével feltámadt. Így érthetővé válik az utolsó vacsora is, vegyétek és egyétek ez az én testem és vérem, az ő testének templomával kell azonosulni a tanítványoknak, azaz legyetek hasonlóvá őhozzá Isten Fiához. Abban az időben azonban nem lehetett nyíltan beszélni, mert istenkáromlásnak vették volna, ami halálos büntetést vonhatott maga után. Fontos megjegyezni még, hogy az Ószövetségben a Zsoltárok és Sámuel második könyve egy – egy helyen, valamint Philon is Izrael királya értelemben használták.

### Újszövetségi megvallások
- Péter apostolt megkérdi Jézus Kinek tartasz engem, mire azt válaszolja "Te vagy a Krisztus az élő Isten Fia!" (Mt 16,13 – 16)[3]
- A római százados Krisztus halála után a keresztfája alatt:" Ez az ember valóban az Isten Fia volt!" (Mk 15,39)[4]
- Pál apostol a damaszkuszi úton történtekről: "Istennek (...) úgy tetszett, hogy kinyilatkoztassa Fiát bennem, hogy hirdessem őt a pogányoknak (Gal 1,15-16).[5]"

#### Ószövetségi utalások
Sámuel második könyve (7:13-14) azt írja Dávid fiáról: „…megerősítem az ő királyságának trónját mindörökké. Én leszek néki atyja, és ő lészen nékem fiam…” Zsoltárok 2:7-ben olvashatjuk: „… Én fiam vagy te; én ma nemzettelek téged. Kérjed tőlem és odaadom néked a Pogányokat örökségűl, és Birtokodúl a föld Határait….” Zsoltárok 89:27: „Ő így szólít engem: Atyám vagy te; én Istenem (…)! Én meg elsőszülöttemmé teszem őt és fellebbvalóvá a föld királyainál.” Ezek alapján sok keresztény úgy hiszi, hogy ezek és más szövegek próféciaként Jézusra, mint Dávid „ama magjá”-ra vonatkoznak.

#### Nem keresztény szempontok[forrás?]
A Biblia utáni zsidóságban ezt a nevet gyakran használták becsületes, igaz emberekre, mint az apokrif Sirák 4:10. Salamon Bölcsessége 2:17 és a Jubileumok könyve 1:24 Isten minden igaz embert az ő fiának nevez. Így nyilatkozott Philo is, és a Talmud különböző tanítói (rabbik) jelentik ki, hogy az izraeliták jók és hogy ők Isten gyermekei. A Talmudban olvasható egy, Jézus példájához nagyon hasonló történetet is: Isten „az én fiam”-nak nevezte Hanina rabbit, aki amellett, hogy szintén csodákat művelt, képes volt ellent állni Agrátnak, a démonok királynőjének. Tehát míg egyes tudósok úgy vélik, hogy az „Isten Fia” megjelölés a Galilea-beli csodatevőkre vonatkozik, mások pogány eredetet tulajdonítanak neki, mint például az egyiptomi ptolemaida királyok, akik némelyike magát Zeusz vagy Héliosz (a napisten) fiának tekintette. A római császárok egyik hivatalos címe is „Divi Filius”, azaz Isten Fia volt. Mindezek a példák arra utalnak, hogy az a hit, hogy Jézus ténylegesen az „Isten Fia” volt, és isteni származásának az ő messiási, krisztusi lényével való társítása valójában a kereszténységnek a zsidóságtól való elszakadása után alakult ki, a Kr. u. 4. század előtt.
Az arámi nyelvben az „atyja fia” kifejezés „bar-Abbas”, ami sok különböző, általánosan nem elfogadott magyarázatnak adott alapot a Barabbás történetével kapcsolatosan (Máté 27,21). A héber Biblia viszont más értelmekben is használja az „Isten fia” kifejezést: mennyei, vagy angyali lények, Izrael gyermekei, és némely királyok is említve vannak ezzel a címmel. Az Újszövetségben nincs arra utalás, hogy a korai keresztények Jézust bármikor is angyalnak tartották volna, hanem inkább, mint Márk is, Jézust Dávid király fiaként, Lukács pedig annak leszármazottjaként azonosítja.

## Rabbi
Rabbinak, azaz mesternek szólították több esetben: Márk 10-17; Máté 12-38; Lukács 9-38 János 1- 39/50; 20- 16; stb.

## Próféta
Prófétaként tekintettek rá többen, bár ezt a címet mások vonatkoztatták rá, de nem minden esetben utasította vissza: Lukács 4-24/27; János 4-19; 7-52; 9-17; Lukács 24-19; Márk 6-15; stb.

A Héber Biblia prófétái olyan emberek voltak, akik Istennel beszéltek (teopneusztia és teofánia), Isten beszédeit a népeknek hirdették és ezzel gyakran a politikai-gazdasági hatalmat is kritizálták. A Jézus korabeli farizeusok hite szerint a próféták kora Malakiással lezárult, de az apokrif Makkabeusok 1. könyvének írója úgy hitte, hogy egy próféta egy napon újra megjelenik Júdeában. Dánielt nem is tartották prófétának, mert az akkori bölcsek úgy vélték, hogy ők a próféták szellemi örökösei, és magukat az Isten törvényei közvetítőinek tartották. Emellett a Sirák Bölcsessége 48:10. verse egy prófétának újra megjelenését a világvége előhírnökének tekinti.  Zsidó kortársai Jézust prófétának tartották (Máté 21,11 és Lukács 7,16) szerint, és Jézus is, hacsak áttételesen és példálózva is, de prófétának hívta magát (Máté 13,57, Márk 6,4, Lukács 4,24-ban). Ezek ellenére a keresztények nem szívesen használták ezt a címet rá, talán mert az első két században Júdeában sok olyan sarlatán élt, akik a világ végét prófétálták.

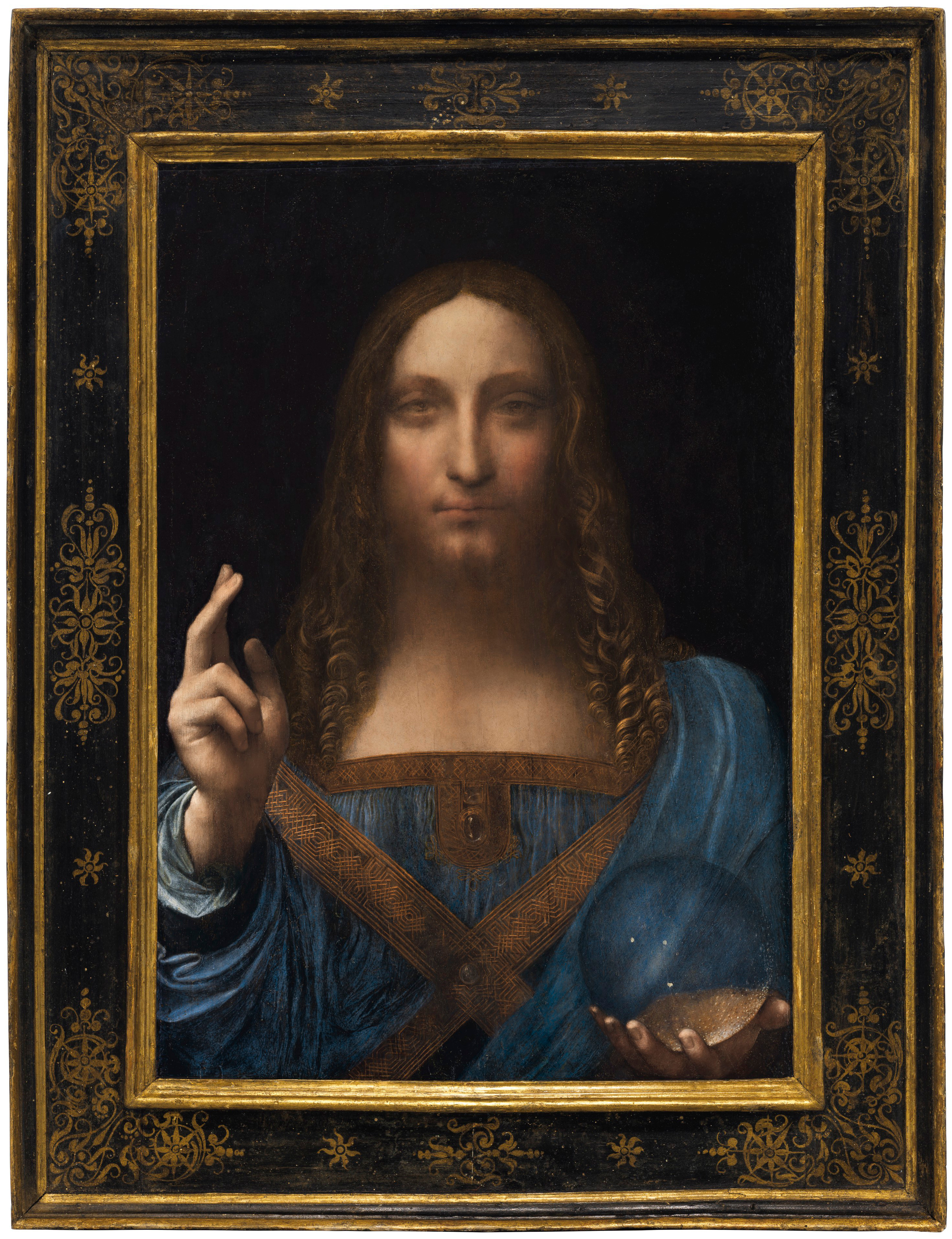
Leonardo da Vinci: A világ megváltója (Salvator Mundi)

## Isten Báránya

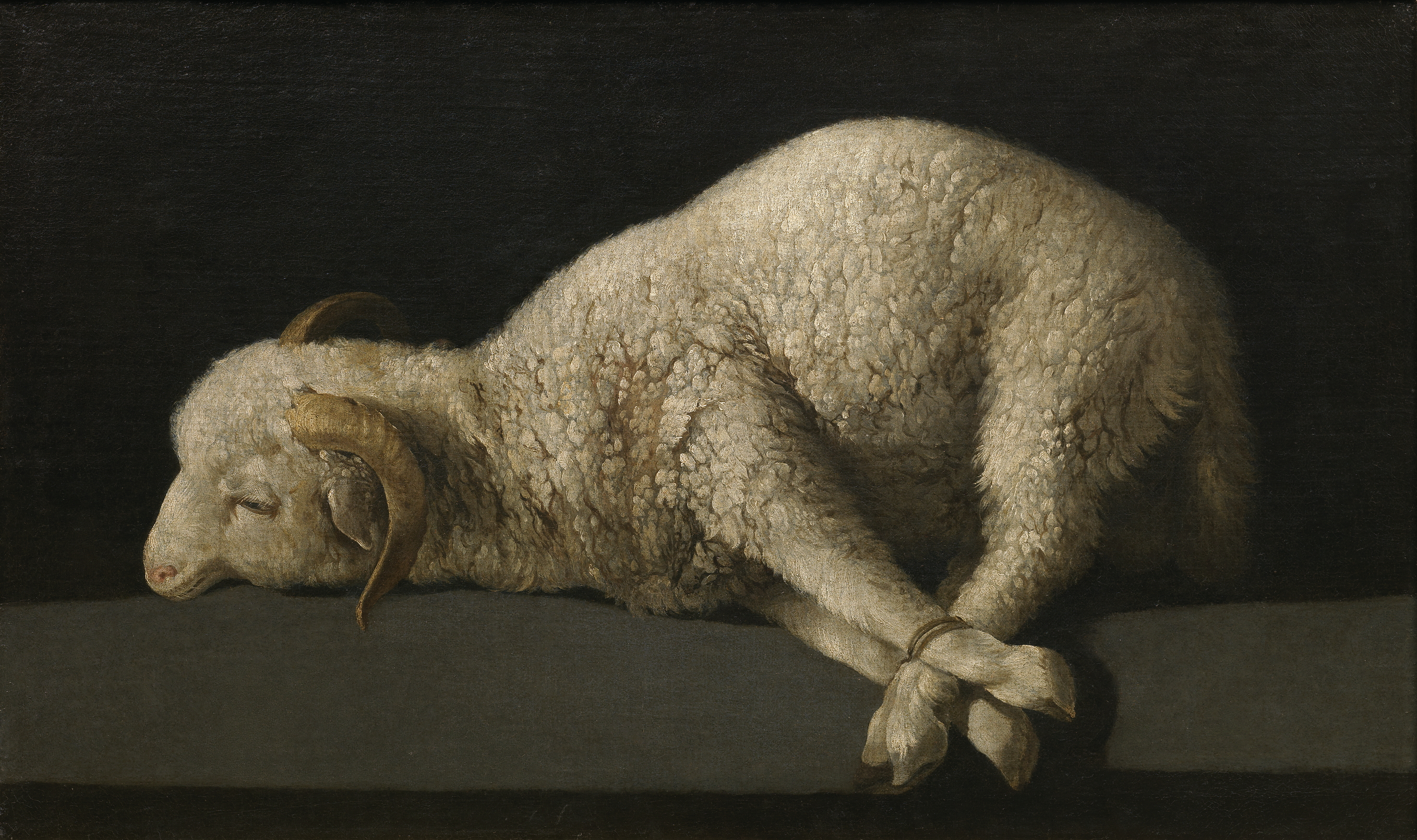
Francisco de Zurbarán:Agnus Dei

Az Agnus Dei (Isten Báránya) a legkorábbi Krisztus-szimbólum és a keresztény ikonográfia legközismertebb motívuma.
Nézzétek, az Isten Báránya! Ő veszi el a világ bűneit
- A Jelenések könyvében (4.1-8.1) az Isten jobb kezében lévő hét pecséttel lezárt könyvtekercset senki sem tudja kinyitni, csak a Bárány.

Láttam, hogy a trónus és a négy élőlény közelében, a vének között, ott áll a Bárány: olyan volt, mint akit megöltek; hét szarva volt, és hét szeme: az Isten hét lelke az, akiket elküldött az egész földre.

## A zsidók királya

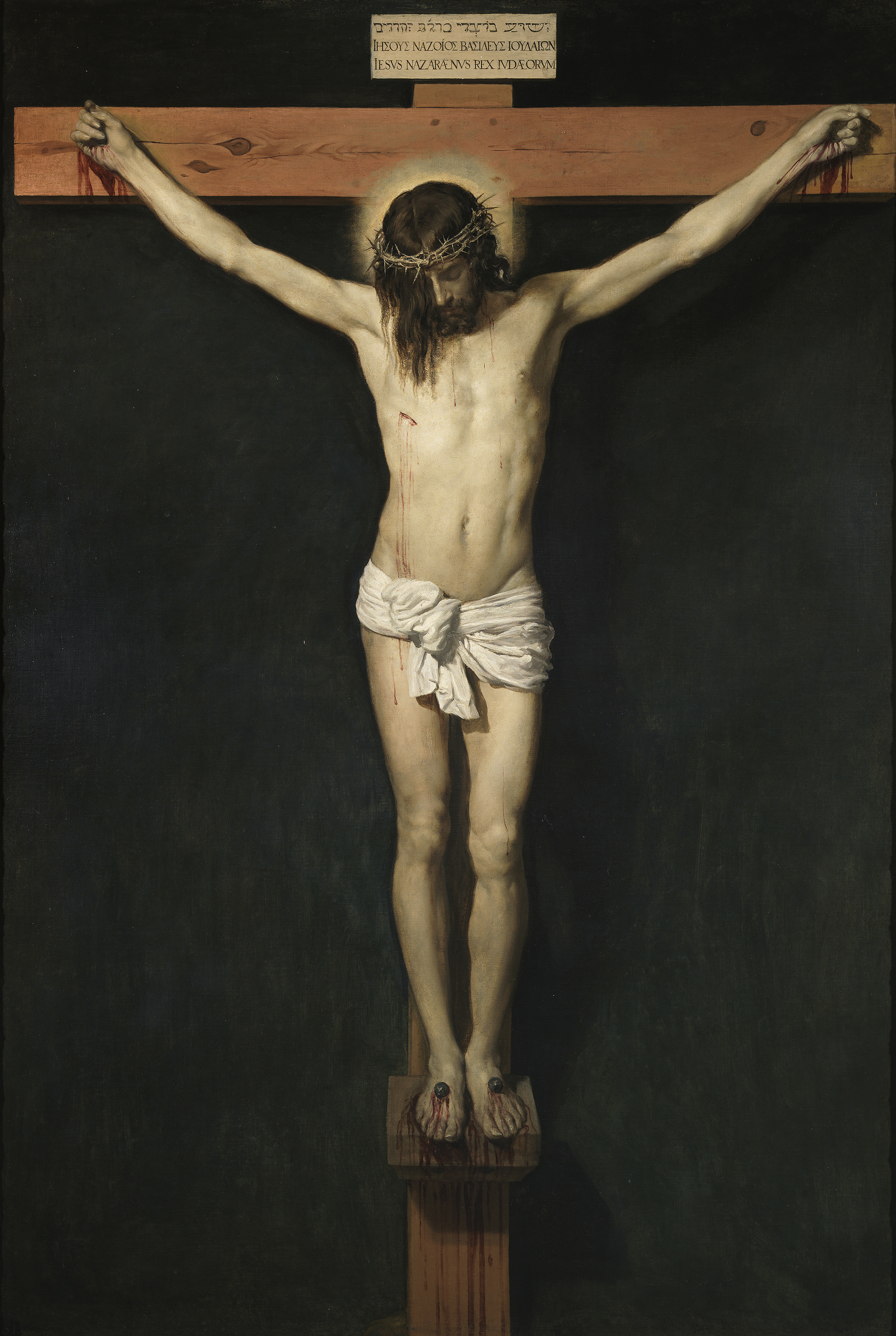
Diego Velázquez, Krisztus a kereszten, 1632

Ez a cím Jézus életének két epizódjában tűnik fel. A Máté és Lukács evangéliumaiban dokumentált nemzedékrend (leszármazástábla) igazolni látszik mindkét helyzetet, és így azok hallgatólagosan érvényes címként vannak elfogadva. Első alkalommal a napkeleti bölcsek („Háromkirályok”) említették így, mikor Heródes királytól érdeklődtek, mondván: „Hol van a zsidók királya, a ki megszületett? Mert láttuk az ő csillagát napkeleten, és azért jövénk, hogy tisztességet tegyünk néki.” (Máté 2,2). Erre a törvénytudók azt válaszolták, hogy Mikeás próféta jóslása szerint a zsidók királyának Betlehemben kell születnie: „De te, Efratának Bethleheme, bár kicsiny vagy a Júda ezrei között: belőled származik nékem, a ki uralkodó az Izráelen; a kinek származása eleitől fogva, öröktől fogva van.” (Mikeás 5:2). A második alkalommal Jézus perén fordul elő a kifejezés: „És megkérdé őt Pilátus: Te vagy-é a zsidók királya? Ő pedig felelvén, monda néki: Te mondod.” (Márk 15,2). Ebből úgy tűnik, hogy a Nagytanács (Szanhedrin) megmondta Pilátusnak, hogy Jézus magát így nevezte. Pilátus ezután elrendelte, hogy a kereszten lévő vádcímtábla (titulus crucis) szövege „Názáreti Jézus, a Zsidók Királya” legyen arámi, latin és görög nyelven. A latin szöveg "Iesus Nazarenus Rex Iudaeorum" volt, innen származik a Jézus keresztre feszítését ábrázoló sok képen látható INRI betűszó.

## Jézus egyéb címei
- Vándortanítóként tanítványi kört gyűjtött maga köré. Akikkel a környéket járva hirdette a megszokottól eltérő tanítását. A hallgatók és követők köre az idő előrehaladtával gyarapodott, bár sokan elhagyták Keresztelő Jánosról szóló véleménye miatt, valamint az adópénzzel kapcsolatos álláspontjára tekintettel.
- Zsinagógában is tanított, azonban feltehetően csak lakóhelyén Kafarnaumban és környékén mint ’hivatásos’ példabeszédmondó, azaz aki felolvassa az írást és megmagyarázza azt az embereknek. Ez igazolhatja feltűnő jártasságát az írásokban és hallgatóságának figyelmét mondandójára.
- Jézus gyógyító és csodatévő volt, valamint démonokat is űzött az evangéliumok számtalan igehelyének tanúsága szerint.
- Kivégzési módjáról a későbbi korokban a Megfeszített néven is emlegették.

Összességükben mindezek a címek a kereszténység többségének Jézus isteni mivoltát tanúsítják, bár vannak olyan történészek és más egyének is, akik más értelmet tulajdonítanak nekik. Vermes Géza történész „Jézus a zsidó; az evangéliumok történészeti olvasata” című művében részletesen tanulmányozza többek között Jézus címeit is.